# Ингеборга Финнсдоттир
Ингеборга Финнсдоттир (норв. Ingebjørg Finnsdotter; ум. ок. 1069) — королева Шотландии как супруга Малькольма III.
Ингеборга была дочерью норвежского ярла Финна Арнессона и его супруги Бергьют Хальвдансдоттир; она была племянницей королей Норвегии Олава II Святого и Харальда III Сурового. Она также известна как Ингеборга Мать Ярлов.

## Первый брак
Она вышла замуж за оркнейского графа Торфинна Сигурдссона. В «Саге об оркнейцах» утверждается, что Калф Арнесон, дядя Ингеборга, был изгнан в Оркни после её свадьбы с Торфинном. Это было во времена правления Магнуса Доброго, сына Олава Святого, который правил с 1035 по 1047 год, и, вероятно, до смерти Хардекнуда в 1042 году. У Торфинна и Ингеборга было двое сыновей, Паль и Эрленд Торфиннссоны, которые совместно правили как графы Оркни. Оба также участвовали в злополучном вторжении Харальда III Сурового в Англию в 1066 году.

## Второй брак
После смерти Торфинна (точная дата неизвестна) Ингеборга повторно вышла замуж. Её вторым мужем был Малкольм III, король Шотландии. Какой бы ни была точная дата брака, у Малкольма и Ингеборга был по крайней мере один сын и, возможно, два. В «Саге об оркнейцах» говорится, что король Шотландии Дункан II был их сыном, и предполагается, что «сын Домналла Маэл Колуим, король Шотландии», о смерти которого в 1085 году говорится в Анналах Ульстера был также их сыном.
Предполагается, что Ингеборга умерла примерно в 1069 году, до того, как примерно в 1070 году Малкольм женился на Маргарите, сестре Эдгара Этелинга. Однако возможно и то, что она умерла до того, как Малькольм стал королём, так как запись о Ingeborg comitissa появляется в Liber Vitae Ecclesiae Dunelmensis, списке монахов и знатных людей, о которых были произнесены молитвы в Дареме, наряду с людьми, о которых известно, что они умерли около 1058 года. Если Ингеборга никогда не был королевой, это могло бы объяснить упорное игнорирование её существования, которое демонстрируют некоторые шотландские летописцы.